# David Letterman
David Michael Letterman (Indianapolis, Indiana, 1947. április 12. –) ötszörös Primetime Emmy- és kétszeres Daytime Emmy-díjas amerikai televíziós műsorvezető és producer.

## Élete
Letterman egy helyi televíziós csatornán kezdte pályafutását meteorológusként, de rádiós talkshow-műsorvezetőként is dolgozott.
1975-ben Los Angelesbe ment, ahol stand-up humoristaként lépett fel a The Comedy Store nevű klubban. Itt figyeltek fel rá a tehetségkutatók, akik nem sokkal később rendszeresen hívták őt fellépni Johnny Carson The Tonight Show című műsorába.
Nem sokkal később saját comedy műsort kapott az NBC-csatorna reggeli programjában (The David Letterman Show), amelyért két Emmy-díjjal jutalmazták. A kritikusok által is elismert show azonban nem hozta a kellő nézettséget, így végül 1980-ban megszűnt.
Letterman új műsora 1982-ben debütált Late Night with David Letterman címen, amelyben a legendás humorista, Andy Kaufman is számos alkalommal szerepelt. Letterman tizenegy évig maradt az NBC csatornánál.
Amikor Johnny Carson bejelentette, hogy 1992-ben abbahagyja a The Tonight Show című műsorát, hosszas vita bontakozott ki, ki vegye át annak vezetését. A vezetők végül Jay Leno, Carson rendszeres vendég-műsorvezetője mellett döntöttek. Letterman, Carson pártfogoltja nagyon csalódott volt, hiszen évekkel korábban neki ígérték oda a műsort.
1993-ban Carson tanácsára a CBS-csatornához ment, ahol elindult The Late Show with David Letterman című új műsora. A The Late Show abban az idősávban került adásba, mint Leno The Tonight Show-ja. Letterman műsora az első húsz évben tizenkét Emmy-díjat nyert, az első másfél évben nézettségében is felülmúlta kollégájának adását, de azóta rendszeresen Leno viszi a pálmát.